# 穆斯塔法四世
穆斯塔法四世（1779年9月8日—1808年11月16日），是奥斯曼帝国第29任苏丹，兼任哈里发，1807年至1808年在位。他是阿卜杜勒-哈米德一世之子。

## 生平
穆斯塔法四世出生于奥斯曼帝国首都伊斯坦布尔，他的父亲是苏丹阿卜杜勒-哈米德一世，母亲是艾谢·塞尼娅·佩尔韦尔苏丹。
穆斯塔法四世与他的弟弟、后来的苏丹马哈茂德二世在他们的堂兄、前改革派苏丹塞利姆三世被废后成为奥斯曼皇室仅存的尚未即位男性成员，而且他们在塞利姆三世在位期间备受称赞，因此他们就成为继承塞利姆三世皇位的理想继承人。因为穆斯塔法四世比马哈茂德二世年长，他先登上了皇位。在穆斯塔法四世短暂的统治期间，他既曾经试图拯救堂兄塞利姆三世的性命，却也是他下令谋杀了塞利姆三世。
塞利姆三世被禁卫军发动的政变废黜，叛乱者获得了謝赫伊斯蘭发出的法特瓦（关于法律的意见），指塞利姆三世的改革是非法的，是对伊斯兰教传统的亵渎，而废黜他则是合法的，之后穆斯塔法四世登上皇位。被废的塞利姆三世向新苏丹穆斯塔法四世宣誓效忠后离开了皇宫，并且试图自杀。穆斯塔法当场打碎了堂兄试图饮鸩自尽的酒杯，表示无意加害。
穆斯塔法四世短暂的统治时期是动荡不安的。他刚一即位，禁卫军就在整个伊斯坦布尔发動了骚乱，他们掠夺和杀害所有支持前苏丹塞利姆三世的人。而更具威胁性的是与俄罗斯帝国签订的停战协定，它使得驻扎在多瑙河畔的改革派指挥官阿莱姆达尔·穆斯塔法帕夏可以空出手来，他带兵攻打帝都伊斯坦布尔以拥戴前苏丹塞利姆三世复位。在埃迪尔内的大维齐尔的帮助下，穆斯塔法帕夏的军队攻入伊斯坦布尔，并占领了皇宫。
苏丹穆斯塔法四世为了保住皇位，下令谋杀住在托普卡珀宫的奥斯曼皇室仅存的其他两位男性成员：苏丹的堂兄前苏丹塞利姆三世和弟弟马哈茂德。他命令他的卫兵在叛乱者面前出示塞利姆三世的尸体，然后迅速将尸体投入宫中的庭院。穆斯塔法四世以为他的弟弟马哈茂德也死了，自己可以高枕无忧了，但实际上马哈茂德皇子正躲在一间浴场的一座空炉子中。正当叛乱者们要求穆斯塔法四世“放弃他的皇位，去一个更有价值的地方”的时候，马哈茂德皇子现身了，于是苏丹穆斯塔法四世被废黜，马哈茂德继位，是为马哈茂德二世。
穆斯塔法四世在其短暂的统治期间一直致力于消除塞利姆三世改革的影响，但他最终失败了。马哈茂德二世上台后又很快恢复了改革。
穆斯塔法四世不久被新任苏丹马哈茂德二世下令处死。